# كارولينا هيريرا
كارولينا هيريرا (بالإسبانية: Carolina Herrera) (مواليد 8 يناير، 1939) هي مصممة أزياء فنزويلية-أمريكية تميّزت بـ «ستايل الشخصية الاستثنائية»، ولاهتمامها بملابس سيدات أمريكا الأوَل من جاكلين كينيدي حتى ميشيل أوباما. أشارت صحيفة نيويورك تايمز إلى أن تصاميمها تتميز بـ «الأناقة والعالمية دون التكلف».

## نشأتها وحياتها الشخصية
اسمها الأصلي هو ماريا كارولينا جوزفينا باكانينس نينو في 8 يناير، 1939، في كاراكاس، فنزويلا،  والدها غوليرمو باكانينس أكيفيدو، ضابط في سلاح الجو الفنزويلي وحاكم كراكاس السابق ووالدتها ماريا كريستينا نينو. قدّمتها جدّتها الناشطة اجتماعياً إلى عالم الموضة، حيث كانت تصطحب كارولينا وهي صغيرة لعروض الأزياء التي نظمتها بالينسياغا وكانت تشتري لها ملابس منلانفان وديور. قالت «كانت عيناي معتادتان على رؤية الأشياء الجميلة.»
عام 1957، وفي عمر 18، تزوجت من غليرمو بهرينز تيللو، وهو ملّاك أراضٍ فنزويلي، وأنجبت منه ابنتيها مرسيدس وآنا لويزا ثم انفصلا لاحقاً.
عام 1968، تزوجت الدون (لقب شرفي) رينالدو هيريرا غيفارا، والذي كان قد ورث لقب النبل الإسباني «ماركيسادو دي توري كازا الخامس» عام 1962 بعد وفاة والده. كان رينالدو مضيف برنامج «بوينس دياس» الصباحي للأخبار على تلفزيون فنزويلا، وهو النجل الأكبر للدون رينالدو هيريرا من توري كازا، صاحب مزارع قصب السكر والاستقراطي المهتم بجمع الأعمال الفنية. وبزواجها منه، حصلت كارولينا على لقب الماركيزة حرم ماركيز توري كازا، حتى فقدته عام 1992. كان زوجها محرر المشاريع الخاصة في مجلة فانيتي فير، ولهما ابنتان، كارولينا أدريانا وباتريسيا كريستينا، وستة أحفاد.
حصلت كارولينا عام 2009 على الجنسية الأمريكية.

## وصلات خارجية
- كارولينا هيريرا على موقع IMDb (الإنجليزية)
- كارولينا هيريرا على موقع ميوزك برينز (الإنجليزية)
- كارولينا هيريرا